# Велико-Тройство
Велико-Тройство (хорв. Veliko Trojstvo) — община с центром в одноимённом посёлке в центральной части Хорватии, в Беловарско-Билогорской жупании. Население общины 2741 человек (2011), население посёлка 1197 человек. В состав общины кроме центра общины входят ещё 11 деревень.
Подавляющее большинство населения общины составляют хорваты — 97,8 %, сербы насчитывают 1 %.
Населённые пункты общины находятся на юго-западных склонах Билогоры. В 8 км к юго-западу расположен город Бьеловар. Через Велико-Тройство проходит автомобильная дорога Бьеловар — Клоштар-Подравски, переваливающая через Билогору.
Первые упоминания относятся у 1272 году. В 1316 году упомянут монастырь Святой троицы, по которому посёлок получил своё название. Современная церковь Пресвятой Троицы построена в барочном стиле в 1768 году. Через посёлок Велико-Тройство проходит пешеходный туристический маршрут «Bilogorski turistički put», проложенный по Билогоре.
Здесь родился Жарко Броз, один из сыновей Иосипа Броза Тито.